# Area archeologica di San Maurizio di Bioggio
L'area archeologica di San Maurizio di Bioggio è un sito archeologico del Canton Ticino, considerato il più importante del Sottoceneri e un unicum per il Canton Ticino.
È considerato bene culturale di importanza nazionale dalla Confederazione Svizzera.

## La suddivisione
Il sito si divide in tre parti:
- area della villa romana con i resti delle terme;
- area sacra con il muro di cinta del tempietto[3] prostilo con capitelli corinzi;
- resti delle strutture murarie dell'antica chiesa di san Maurizio con la necropoli tardo-romana[4].

La prima parte è visibile mediante una ricostruzione in superficie della planimetria dell'impianto della villa romana, la seconda è visibile attraverso due griglie poste nell'autosilo accanto all'attuale chiesa di san Maurizio, mentre la terza, sicuramente meglio conservata, è posta sotto il sagrato della chiesa.
I tre siti ruotano, comunque, attorno al complesso attuale della chiesa di san Maurizio e del suo campanile.
Nel 1999 è stato realizzato un percorso archeologico-didattico per collegare i tre siti.

## I primi ritrovamenti
Nella zona tra Agno e Bioggio erano state ritrovate diverse testimonianze del passato conservate al Museo Plebano di Agno.

## La presenza etrusca
Si è ipotizzata la presenza etrusca a Bioggio fin dal V secolo a.C. grazie ad alcuni ritrovamenti.
Quelli più importanti riguardano alcune stele etrusche. Si tratta di lastre di pietra con incisione di figure antropomorfe e caratteri in alfabeto etrusco.
La prima è stata ritrovata alla base dell'attuale campanile dove si trova l'antica necropoli e l'antica chiesa cristiana, ed è conservata nello stesso luogo del ritrovamento anche se posta su una parete nella struttura coperta del sito archeologico dell'antico san Maurizio. Faceva parte di una testata di una tomba altomedievale nell'antica chiesa di San Maurizio.
Questa stele riporta la scritta:
[...]ONI : KUIMITRUI : PALA
La seconda è stata ritrovata nell'area sacra del tempietto romano ed è conservato nella casa comunale di Bioggio.
Su quest'ultima si hanno due figure antropomorfe con una doppia iscrizione:
[...] E[.]E[...] : TI [...]ASUI : PALA
e
ATAI : UESA[...]AI : PALA
Una terza, ritrovata sempre nell'area del tempietto romano, è conservata presso l'Ufficio dei beni culturali del Canton Ticino a Bellinzona e riporta:
[...]ONI : KLANALUI : PALA
Il termine "pala" si riferisce alla stele a cui viene anteposto il nome del morto, ma dalle iscrizioni ancora non è possibile identificare quali siano.
Inoltre sono rilevanti le scoperte di coperchi di sarcofaghi etruschi riutilizzati per tombe medievali come quello che si può vedere nel cortile della casa comunale di Bioggio. Altri resti di sarcofago si possono vedere ad Agno, accanto alla chiesa dei Santi Giovanni Battista e Provino, mentre un coperchio è stato riadattato a fontana ed è visibile in una piazzetta di Cassina d'Agno, frazione di Agno, comune confinante con Bioggio.

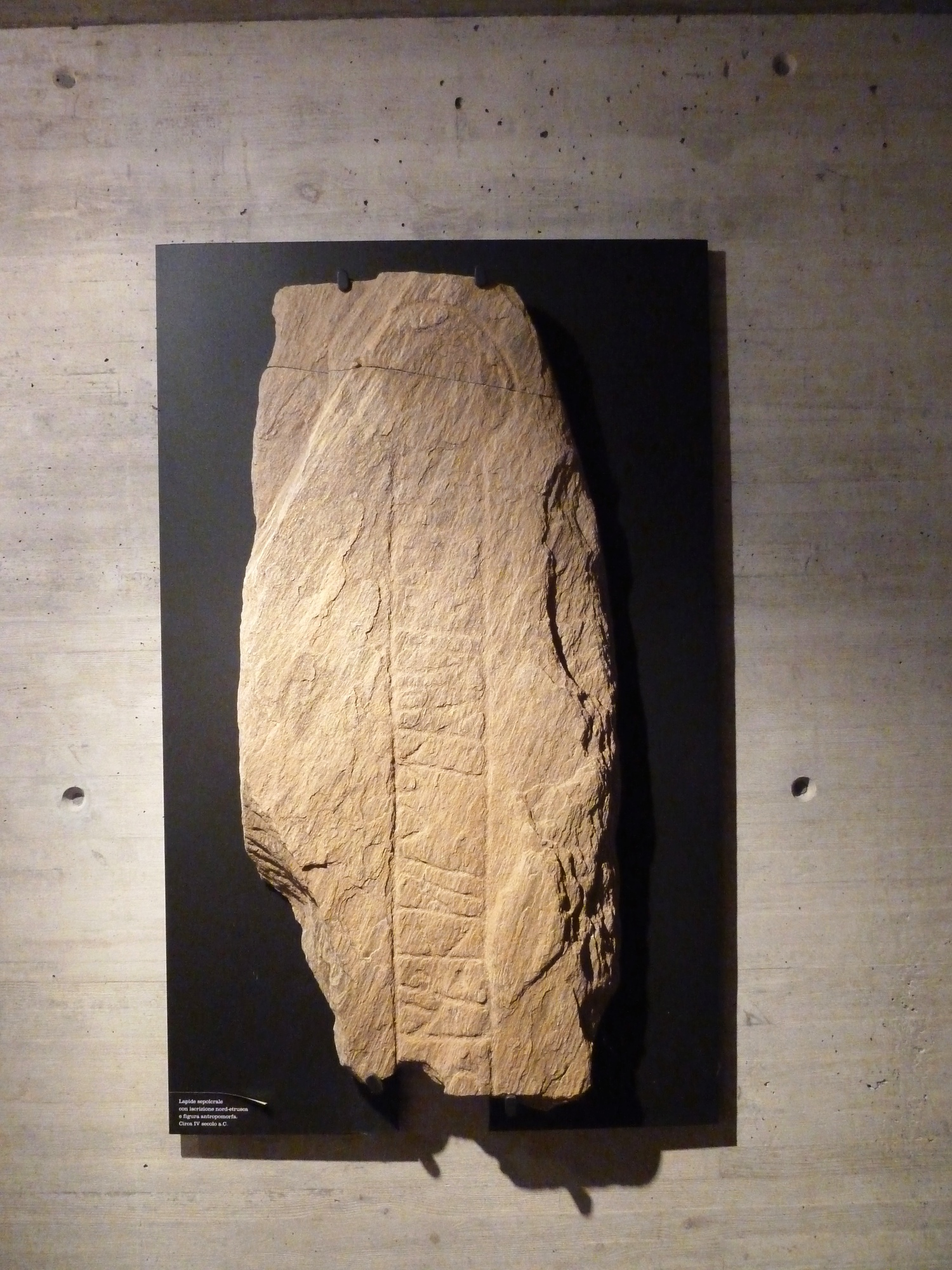
Stele etrusca conservata nel sito archeologico di San Maurizio
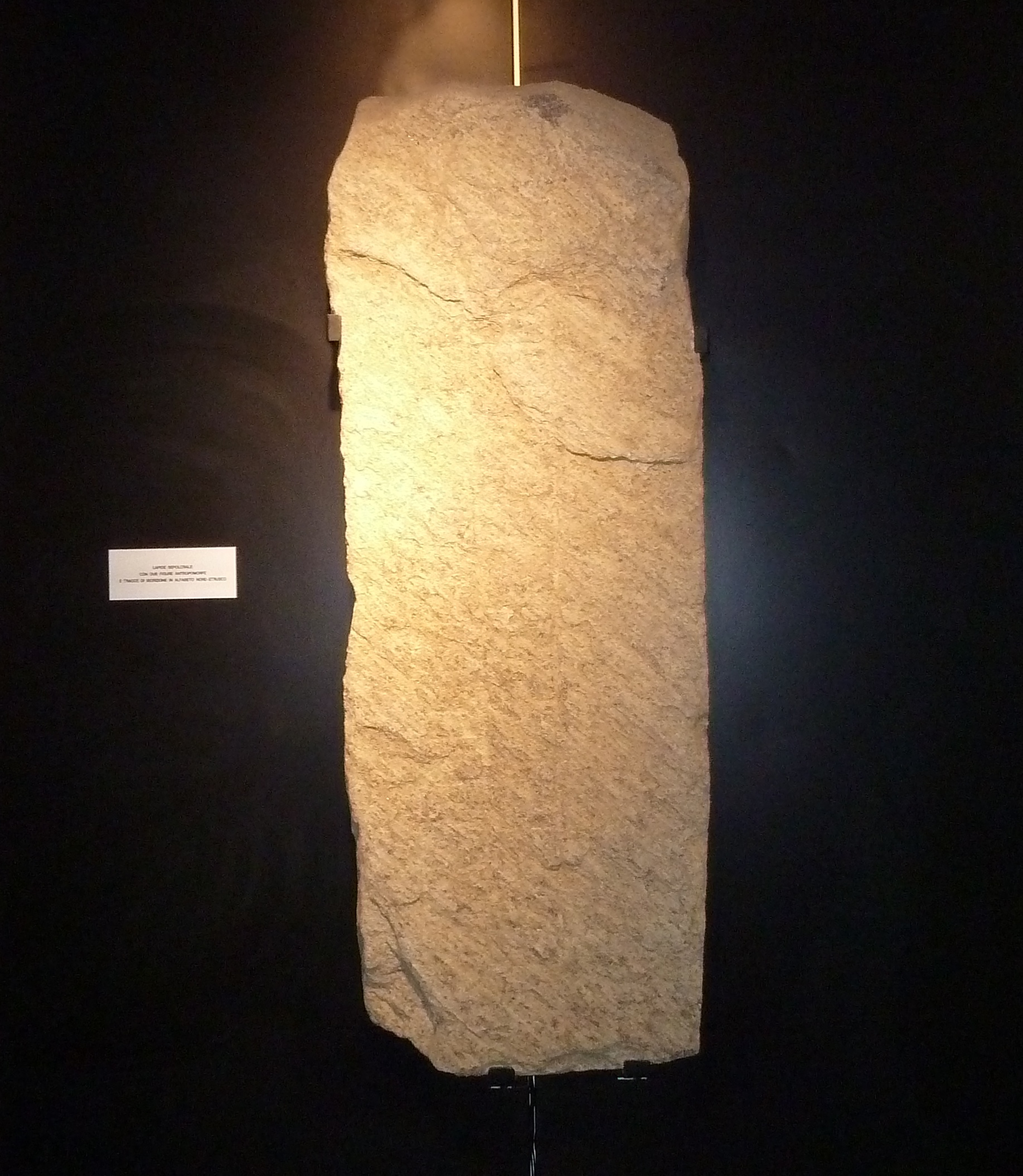
Stele etrusca conservata nella casa comunale di Bioggio
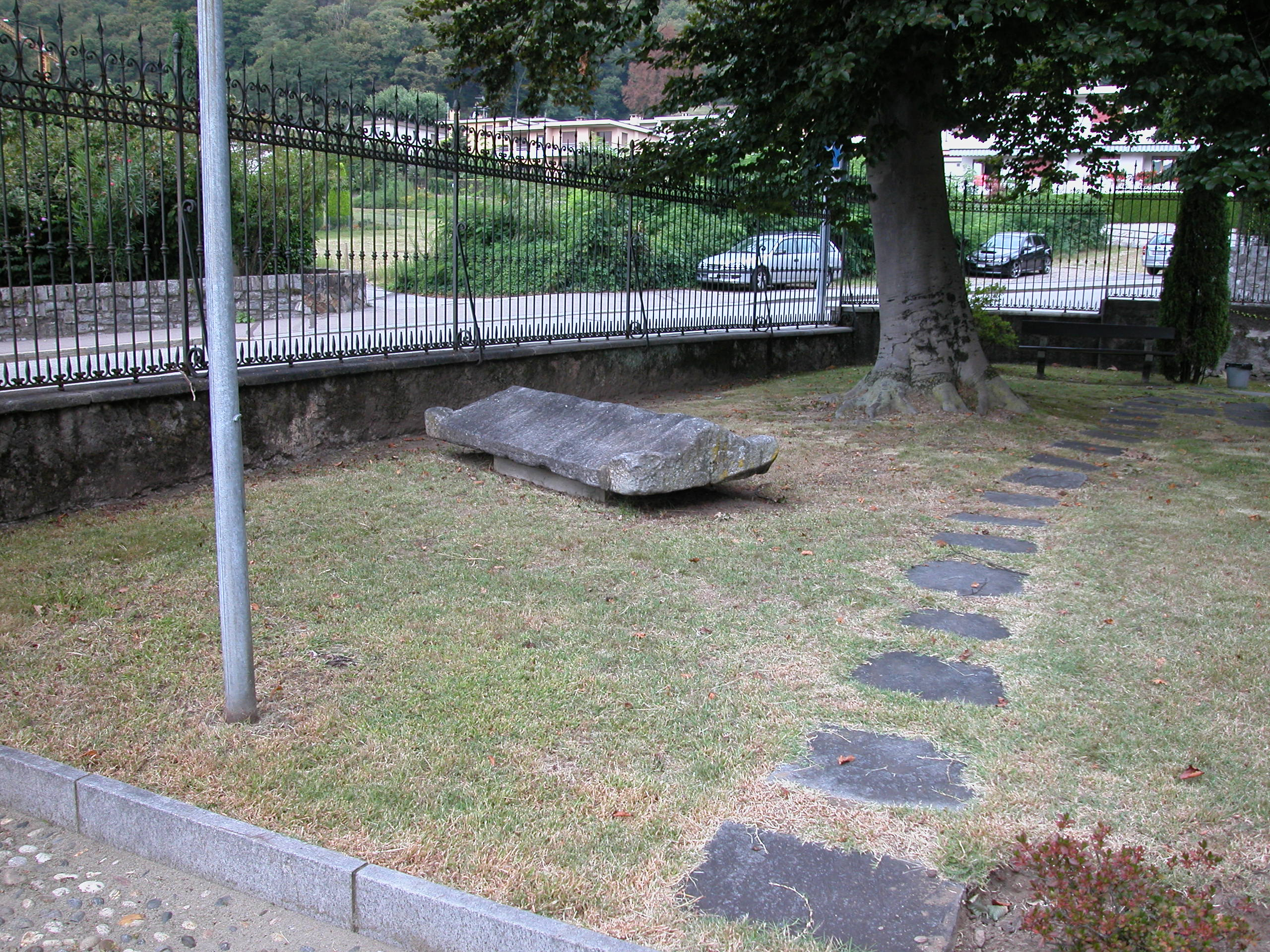
Coperchio di sarcofago etrusco nel giardino della casa comunale di Bioggio
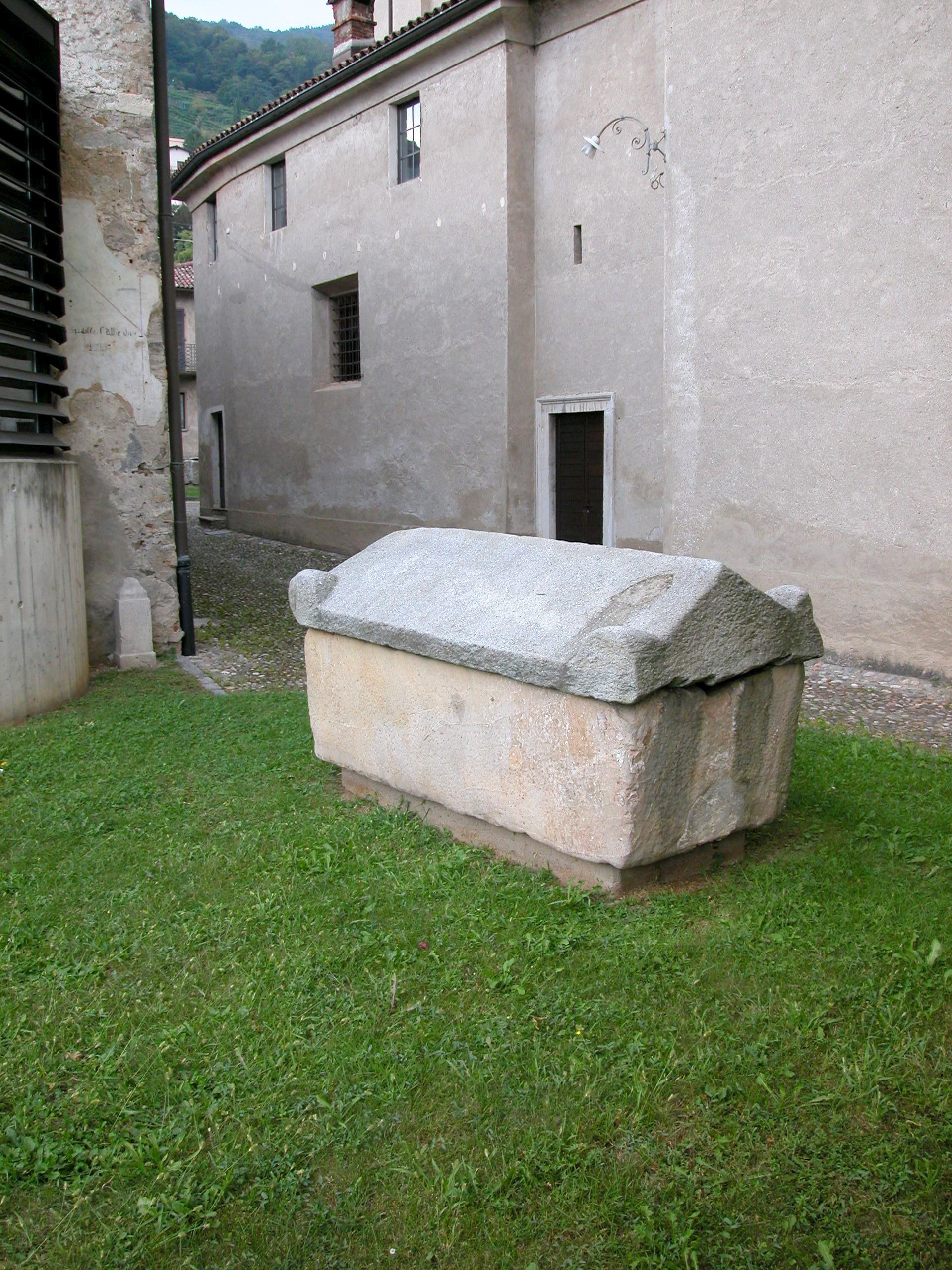
Sarcofago etrusco posto sul sagrato della chiesa parrocchiale di Agno
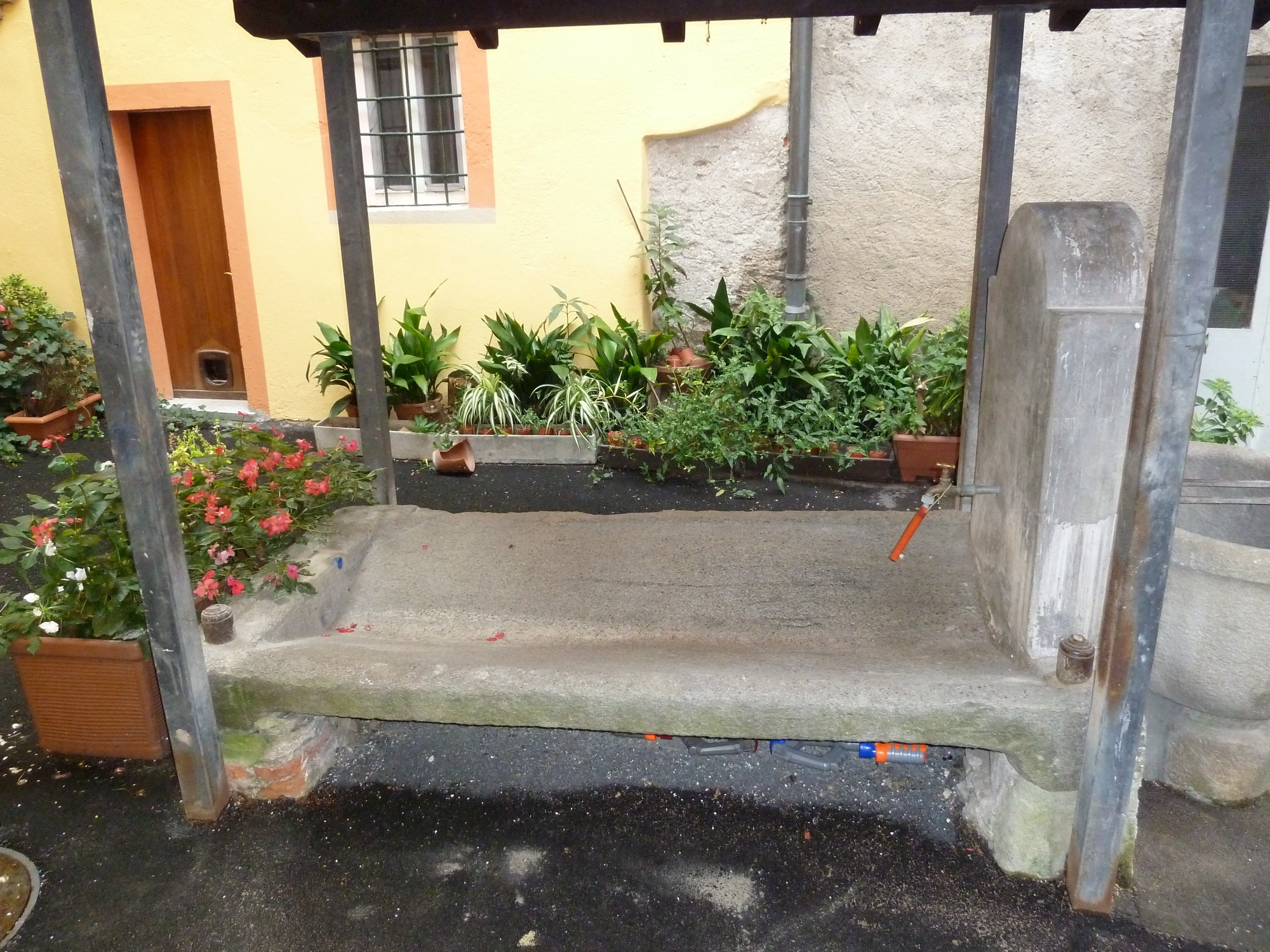
Coperchio di sarcofago etrusco adattato a fontana in una piazzetta di Cassina d'Agno

## La villa romana

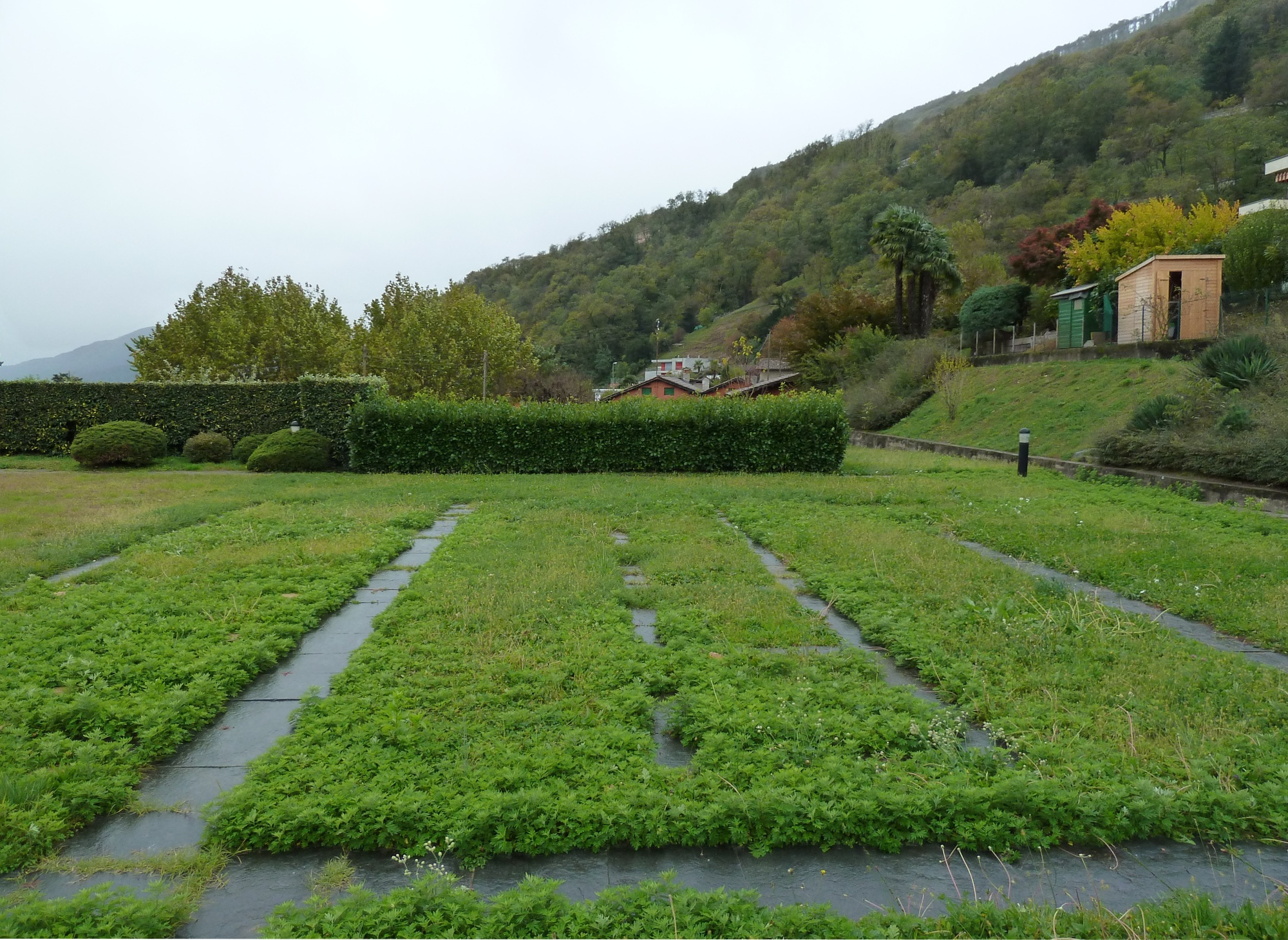
Rilievo delle terme romane e di parte della villa

Il primo sito si può dividere in due sotto-siti: la villa romana e le terme.
La villa romana è situata in parte nell'area dell'attuale cimitero ma non è più visibile, mentre le terme sono ancora visibili in rilievo, in parte ricoperte.
Nel 1962 per l'ampliamento dell'attuale cimitero vennero alla luce delle strutture murarie che fecero subito pensare ad una villa romana di modello rurale.
Il ritrovamento dell'epoca non trovò seguito in una conservazione adeguata. Infatti attualmente la villa è stata ricoperta e quello che ci resta è dovuto all'opera di Mario Fransioli che documentò gli scavi e mise a sicuro i reperti. Vennero qui ritrovati tubuli, mattoni rotondi e 15 monete di bronzo databili tra il 147 e il 248 d.C., alcuni dei quali conservati al Museo Plebano di Agno.
La datazione, quindi, si potrebbe far risalire al II o III secolo d.C. anche per il ritrovamento di una lamina in bronzo e di un'anfora con la dicitura APICI sull'orlo, in un cartiglio rettangolare, che si possono far risalire a quell'epoca. Il riferimento alla gens Apicia lascia presumere un legame con Como dove questa gens era attestata, oltre che in tutto il Veneto e nel Norico.
Negli anni '90 del XX secolo, invece, si ebbe un vero e proprio susseguirsi di ritrovamenti. Prima di tutto le terme durante la costruzione della palestra comunale avvenuta nel 1992.
La struttura del II secolo d.C. aveva a nord un calidarium e un ipocausto, fatto di piccoli piedistalli rotondi, e a sud dei piccoli locali adibiti forse a spogliatoi.
È stato possibile vedere diverse fasi che vanno dal 150 d.C. fino al VII secolo. Nel 150 d.C. l'edificio venne adibito a magazzino con una suddivisione interna fatta da pali e con un probabile recinto esterno. Poco dopo l'edificio si arricchì della sauna.
Nel III/IV secolo l'edificio venne adattato ad abitazione, mentre nel V secolo venne abbandonato e diviso in stanze più piccole alcune delle quali vennero adibite a dispensa o cantina mentre le terme vennero sostituite da una struttura a portico.
Nel VI e VII secolo la struttura venne ulteriormente divisa e venne ricoperta da un acciottolato e venne di nuovo abitata dopo un certo periodo di abbandono.

## L'area sacra
Sempre nello stesso periodo, durante la costruzione di un parcheggio coperto nel 1996, venne alla luce un'area sacra.
I ritrovamenti hanno rivelato un caso unico nel Canton Ticino: un tempietto prostilo con due colonne corinzie su un podium, preceduto da una piccola scalinata di qualche gradino, in un'area sacra delimitata da un muro di cinta. Davanti al tempio c'era una struttura fatta di due fosse per i resti sacrificali. La datazione si può far risalire alla seconda metà del II secolo d.C., età di massimo splendore della villa. Il tempietto può essere paragonato in Svizzera solo a quello di Augusta Raurica.
Lo scavo aveva portato alla luce il basamento in pietra locale legata con malta, la base dei quattro pilastri che delimitavano lo spazio che conteneva le fosse sacrificali del diametro di 110-120 cm e diciotto elementi marmorei. Questi elementi erano stati sistemati secondo un ordine preciso dopo il recupero avvenuto in seguito all'incendio che aveva distrutto l'edificio ed era formato da basi, colonne, capitelli e fregi.
I capitelli corinzi erano molto preziosi in quanto fatti di marmo proconnesio dell'Asia minore.
Attualmente alcuni elementi sono conservati nel sito archeologico coperto posto sotto al sagrato di San Maurizio, insieme ad una delle colonne e ad una copia di un capitello.

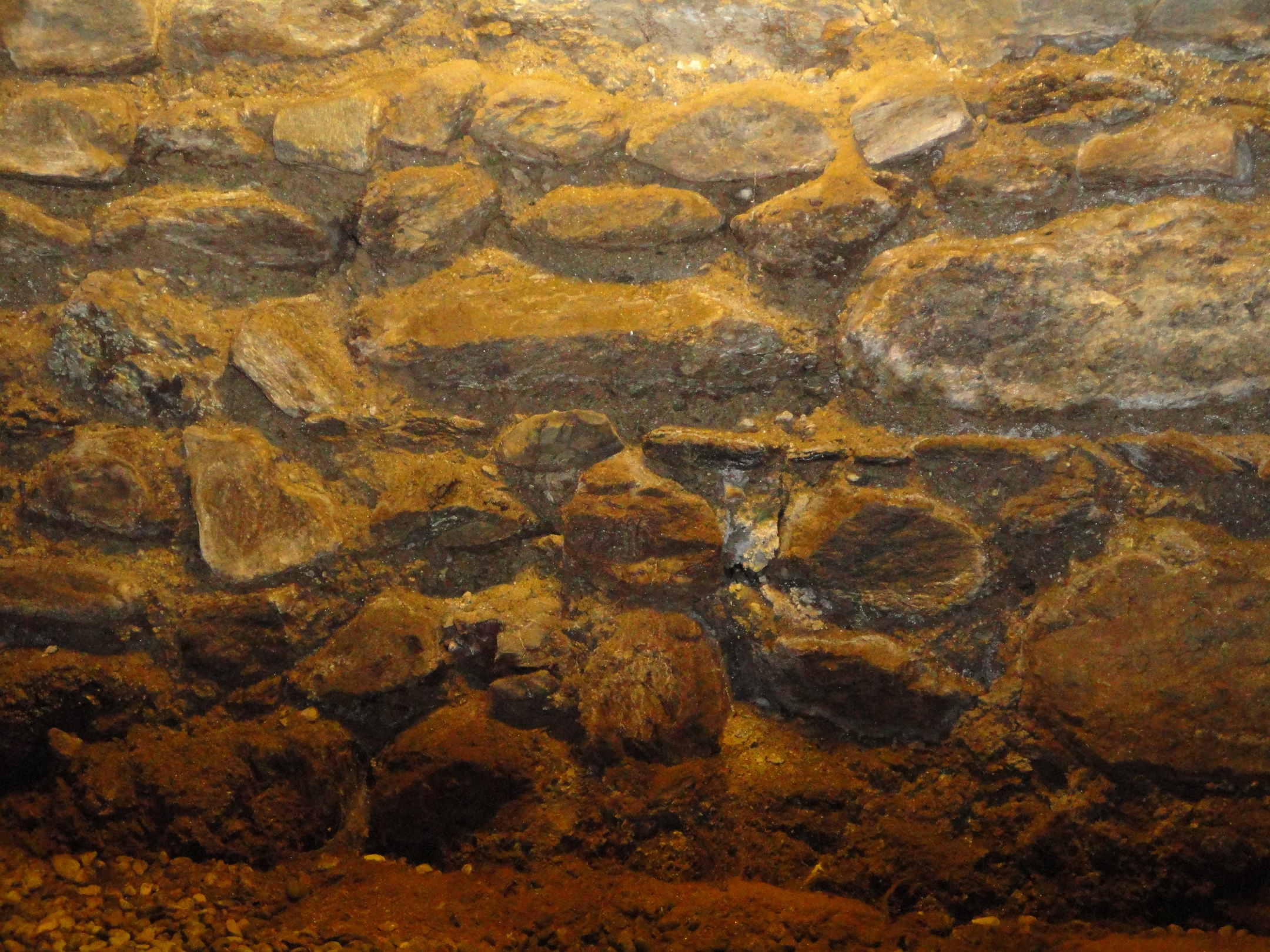
Muro di cinta dell'area sacra del tempio prostilo (1ª parte)
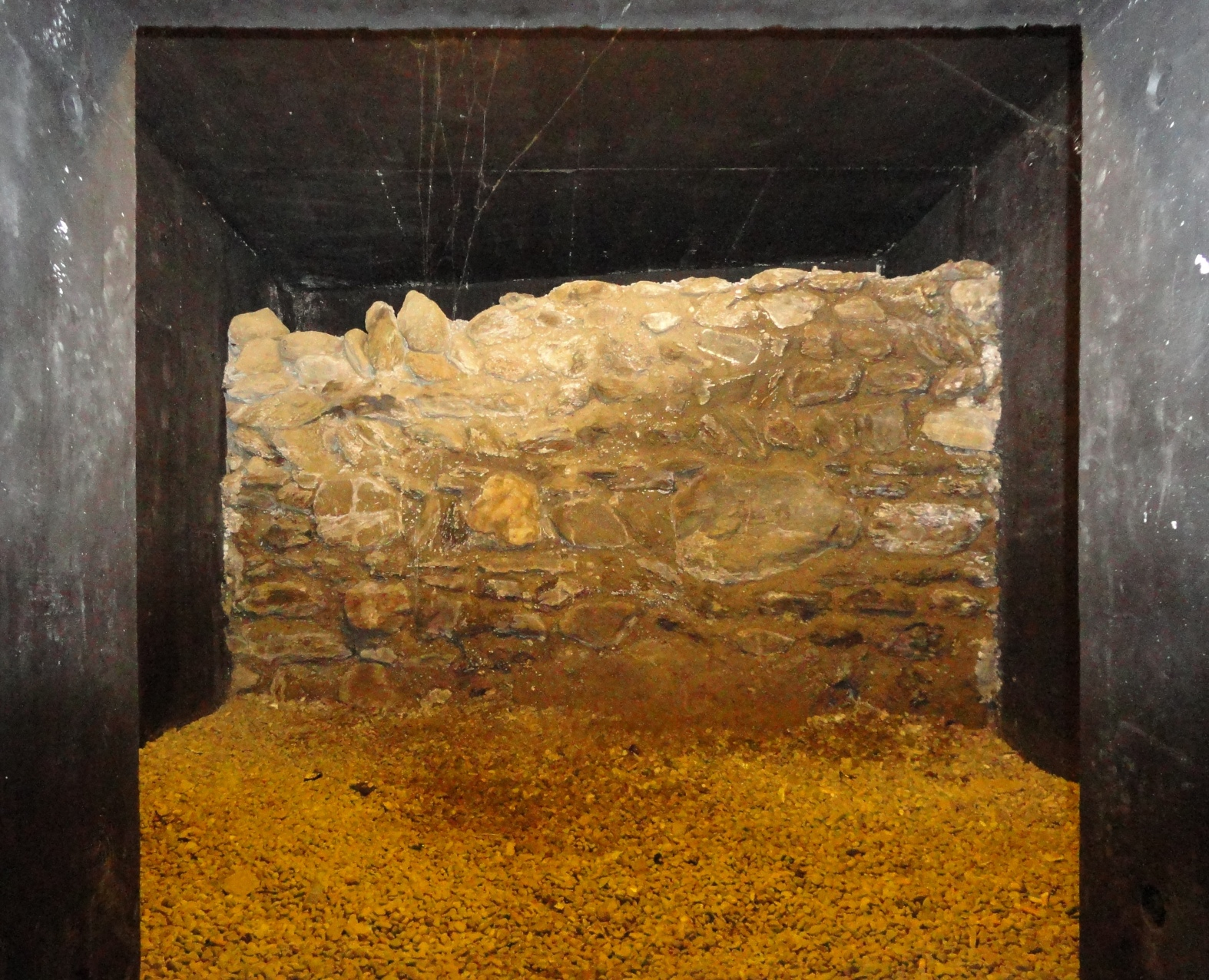
Muro di cinta dell'area sacra del tempio prostilo (2ª parte)
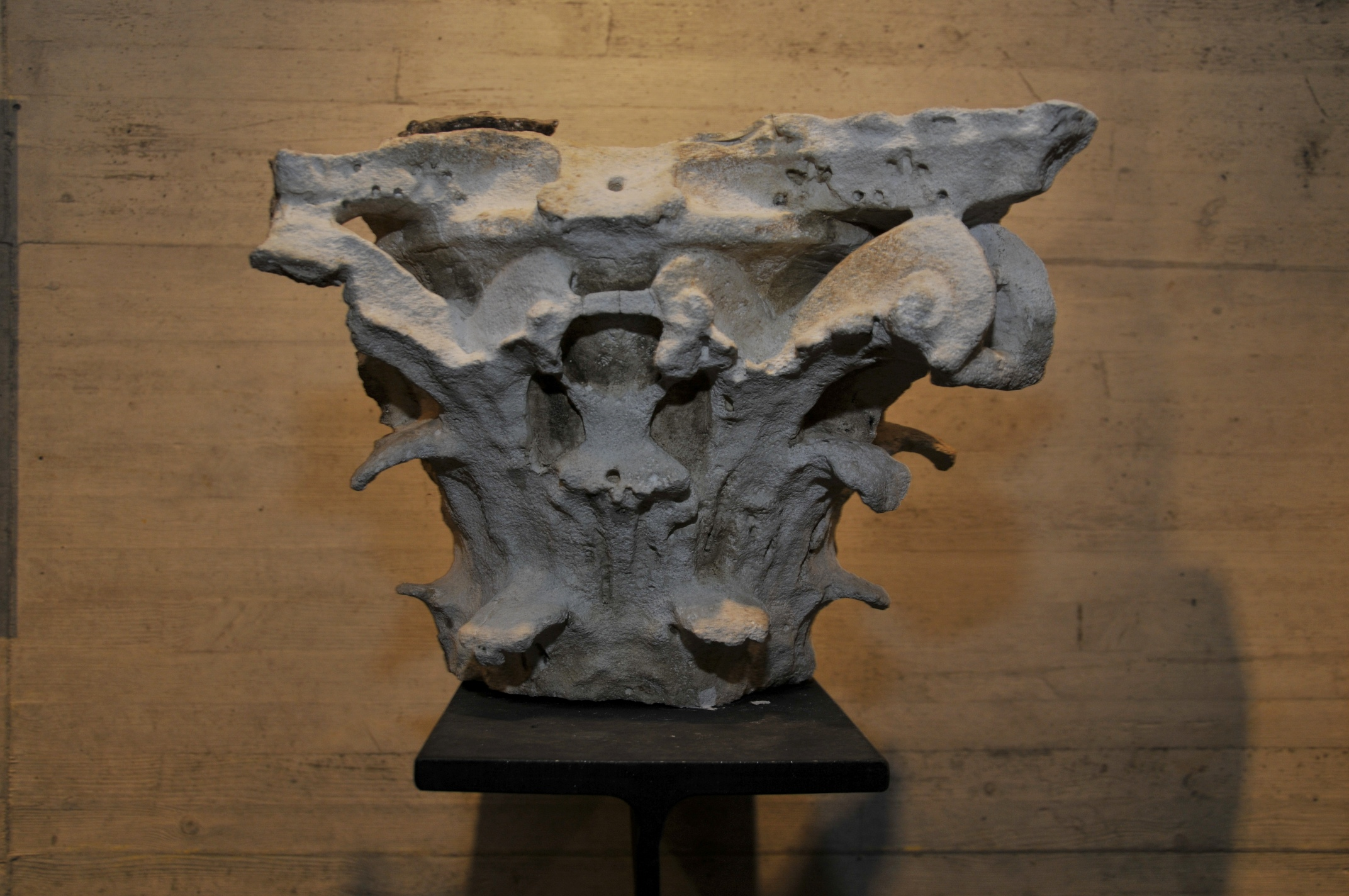
Capitello corinzio (copia) del tempietto prostilo
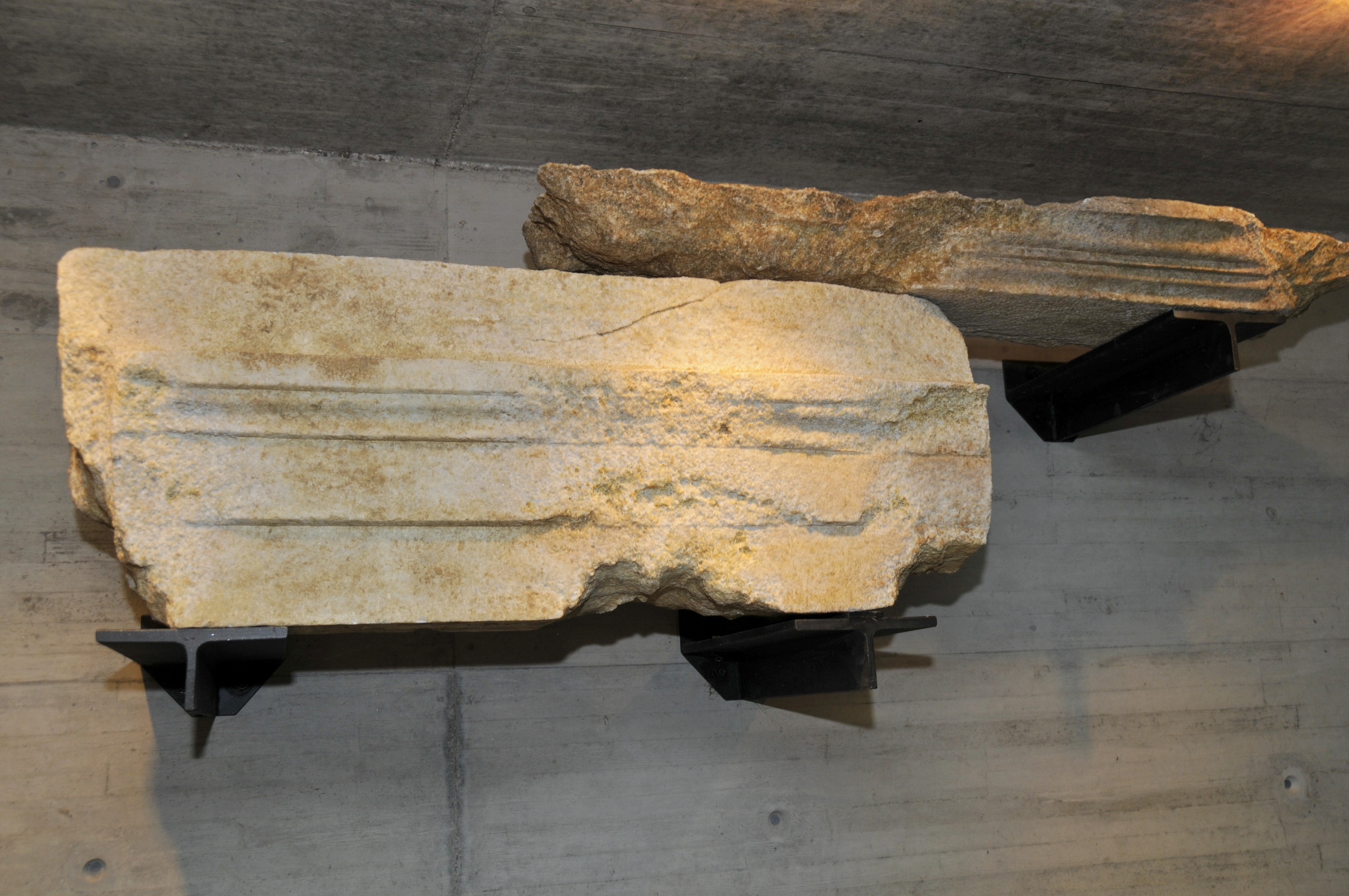
Resti della trabeazione del tempio prostilo
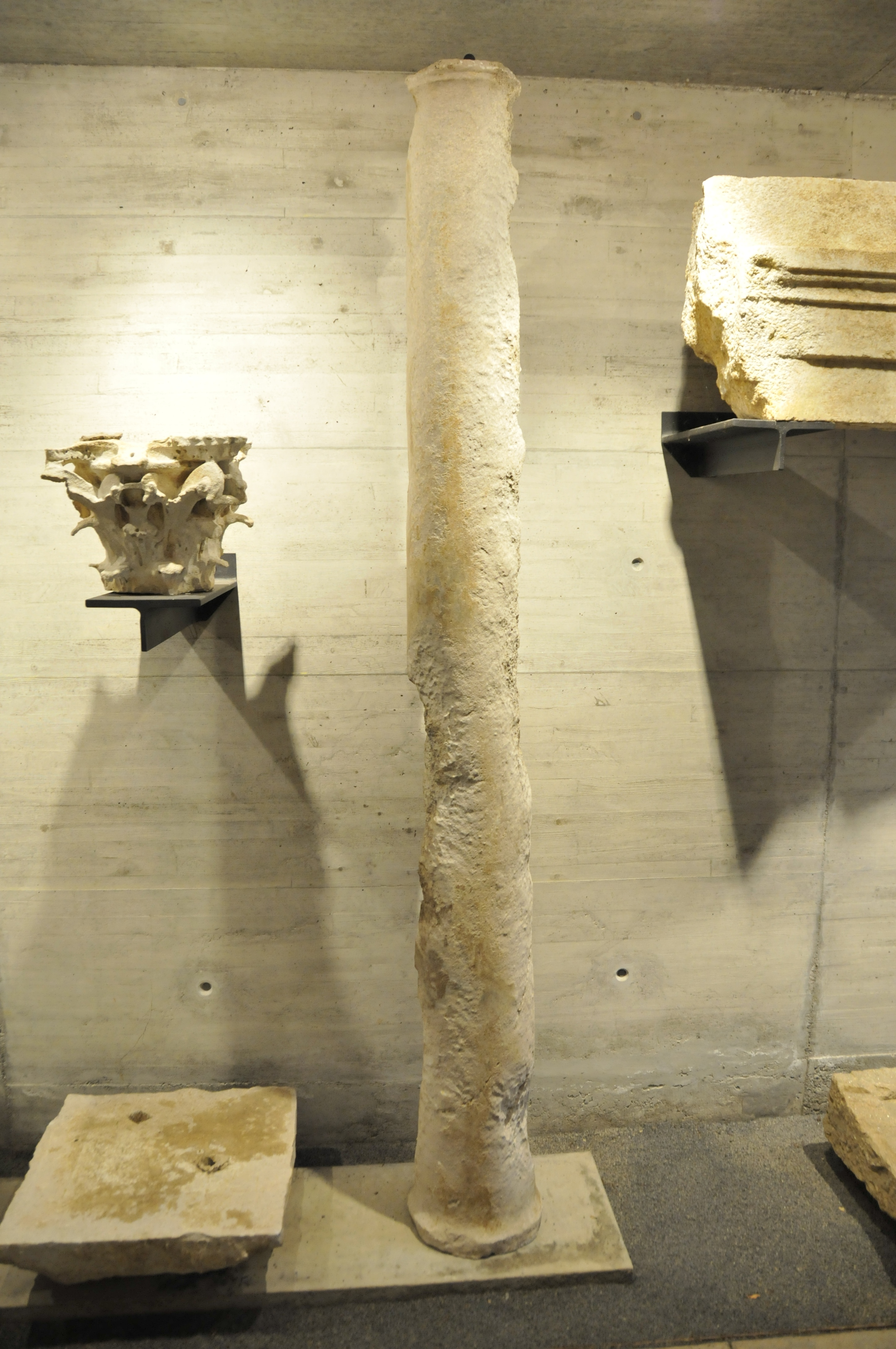
Colonna del tempietto prostilo

Il sito di San Maurizio conserva anche un frammento di un'ara votiva dedicata a Giove Ottimo Massimo.
Questa ara reca ancora un'iscrizione frammentaria:
| Testo frammentario                                                               | Ricostruzione del testo                                                                           |
| -------------------------------------------------------------------------------- | ------------------------------------------------------------------------------------------------- |
| IOVI·O·M NENN[???] EX·VOTO VRNAM [???] SOR[TI]B[VS] CRESCENI[???] [??]+c+v+[???] | IOVI·O(PTIMO)·M(AXIMO) NENN[IC(O)] EX·VOTO VRNAM [CUM] SOR[TI]B[VS] CRESCEN[TINUS] [.A?]CIU+[???] |
| L'ara dedicata a Giove nel sito archeologico di San Maurizio                     |                                                                                                   |

L'altare era dedicato a Giove Optimo Massimo ma gli viene attribuito l'epiteto di Nennico che qualcuno ha voluto tenere distinto ad associarsi ad una divinità indigena di origine celtica.
In questa area venne trovata anche la stele etrusca con due figure antropomorfe collocata nell'atrio della casa comunale. Ciò ha lasciato supporre che qui doveva esserci un luogo di culto celtico già nel V secolo a.C. anche per l'iscrizione dell'ara di Giove e la presenza del nome di Nennic che forse fa pensare ad un culto precedente a quello romano, poi rimasto nel tempo associato a quello di Giove.
Durante il lavoro di chiusura dello scavo è stato ritrovato nell'area antistante il podium del tempio un frammento di olla di tipo comasco. Questo frammento conteneva un bordo verticale e un pezzo di spalla percorsa da una linea incisa. La ceramica è nera rossiccia con tracce di incendio su entrambi i lati. Il pezzo si raccorda ad altri ritrovamenti nel Ticino e ad una produzione locale confermata da indagini sul materiale che hanno individuato in Como la zona di produzione. L'uso era quello culinario, ma era anche frequente la sua destinazione come urna cineraria.

## La necropoli e l'area cristiana
Nel 1997-1998 durante la sistemazione del sagrato della chiesa di San Maurizio, su cui sorgeva un edificio adibito a scuola e l'attuale campanile, collegati tra di loro con un muro, è stato portato alla luce lo scavo attuale che evidenzia tutta la stratificazione delle costruzioni cristiane a partire dal V secolo fino al 1791, quando è stata costruita la nuova chiesa.
La struttura attuale, quindi, si presenta come una serie di fondamenta stratificate, di diverse epoche, con evidenza di qualche particolare come una parte dell'antica torre campanaria o del coro o dell'entrata. Sono ben visibili le tombe più antiche, poste al centro dello scavo e vicine alla tomba principale, mentre quelle più recenti, poste nelle aree limitrofe, in buona parte non sono più evidenti nello scavo attuale, così come la struttura muraria della chiesa barocca, ad eccezione delle fondamenta dell'attuale campanile.
È da notare che il primo luogo di culto era sorto nel V-VI secolo come un'aula quadrata sulla necropoli romana che, anche nelle epoche successive, ha continuato ad ospitare delle tombe a fossa. Non è sicuro che in questa aula si svolgesse del culto cristiano, ma sicuramente vi era una sepoltura molto venerata e rispettata che hanno fatto pensare ad una tomba a fossa privilegiata in cui è stato ritrovato il corpo di una donna. L'edificio aveva un prolungamento in un muretto di terrazzamento che delimitava la necropoli. Nella tomba principale sono stati ritrovati alcuni fusaiole in cotto di cui una invetriata, mentre nelle tombe secondarie coeve una lama di coltello.

## Sancti Mauricii di Biegio
Nel VII-VIII secolo l'edificio sicuramente venne adibito al culto cristiano in quanto venne aggiunta un'abside con un primo altare fatto di tegoloni romani uniti con l'argilla. Alla tomba principale se ne aggiunsero altre due, all'interno dell'edificio, quella di un uomo e quella di un bambino, mentre all'esterno se ne aggiunsero delle altre.
La terza fase è del secolo XI in cui venne allungata e allargata la navata (la parete settentrionale rimaneva coincidente con quella antica mentre le altre venivano spostate) e il coro, che era sicuramente decorato con pitture murarie di colore rosso violaceo, come è evidente da alcuni frammenti oggi presenti, e venne aggiunto il campanile, diverso da quello attuale. La modifica lasciava tuttavia l'altare nello stesso posto.
A questa fase risale anche la prima indicazione storica della chiesa datata al 14 settembre 1261 dove è indicata come "ecclesie Sancti Mauricii di Biegio".
Un'altra fase si ebbe nel XIV secolo con l'allungamento della navata fino a raggiungere la massima estensione e con la sepoltura di due importanti personalità, una donna e un bambino, sepolti in casse lignee al centro della navata.
Nella seconda metà del XV secolo venne creata la chiesa a tre navate con pilastri e con l'aggiunta di due altari oltre a quello principale che rimase sempre nella stessa posizione di quello alto-medievale. L'edificio quindi raddoppiò di volume e si fornì di una sagrestia, mentre viene usato per la prima volta il mattone. In questo periodo si ritrovano diverse tombe di neonati soprattutto sul perimetro esterno dell'abside.
Aiutano a fare luce su quella che doveva essere la chiesa i documenti relativi alle visite pastorali iniziate dal vescovo Gianantonio Volpi nel 1580. Si ricava che la chiesa era romanica, a tre navate, suddivise da quattro pilastri. Dei tre altari, quello principale aveva un tabernacolo in legno dipinto e dorato, sormontato da una croce, mentre quello a destra dell'entrata era dedicato alla Beata Vergine del Rosario, rappresentata da un dipinto su legno, mentre a sinistra c'era un altare dedicato alla Madonna dei Sette Dolori, dipinta direttamente su parete. Sul lato destro si apriva, a metà, una seconda porta, mentre sempre a destra, a fianco all'altare maggiore, si apriva la sacrestia. Sul lato sinistro c'era l'accesso alla torre campanaria, con due campane, mentre sullo stesso lato sinistro c'era il pulpito in legno addossato ad un pilastro.
Sul lato dell'ingresso c'era il fonte battesimale che si è potuto verificare che risulta essere lo stesso custodito nell'attuale chiesa di San Maurizio.
Nel periodo che va al barocco si hanno solo piccole modifiche soprattutto legate alle sepolture. Si vede, infatti, una sepoltura rettangolare voltata riservata al clero, mentre nella navata di sinistra si ha la sepoltura di una famiglia di fronte all'altare. Si tratta di una sepoltura importante legata probabilmente all'ambiente bolognese grazie al rinvenimento di quattrini Bologna del XVI secolo.
Ultime modifiche si ebbero in epoca barocca e furono modifiche profonde tanto da portare allo spostamento del campanile nella posizione attuale. Il lavoro, infatti, era finalizzato all'allungamento delle navate nella direzione dell'abside, per cui vennero distrutte l'antica sagrestia e il campanile, e spostato tutto il settore absidale collegandolo all'attuale campanile.
Tuttavia la chiesa era in pessime condizioni e il vescovo Paolo Cernuschi il 14 luglio 1741 riporta nella sua visita che le funzioni negli altari laterali erano sospese.
A causa dello stato fatiscente, la vicinanza di Bioggio, il 14 luglio 1773 decretava l'abbattimento della chiesa e la creazione di una nuova.
L'antica chiesa di San Maurizio non venne demolita subito, però, ma l'abbattimento fu graduale in quanto la nuova chiesa venne costruita molto a rilento e solo nel 1791 venne consacrata.
Dell'antico sito oggi è visibile in superficie solo il campanile le cui fondamenta sono visibili sotto al sagrato e alcuni pezzi posti nella chiesa nuova di San Maurizio, come il fonte battesimale.